# Костур (Болгарія)
Ко́стур (болг. Костур) — село в Хасковській області Болгарії. Входить до складу общини Свиленград.

## Населення
За даними перепису населення 2011 року у селі проживали 33 особи, усі — болгари.
Розподіл населення за віком у 2011 році:
Динаміка населення: